# Marienstraße 17 (Stralsund)

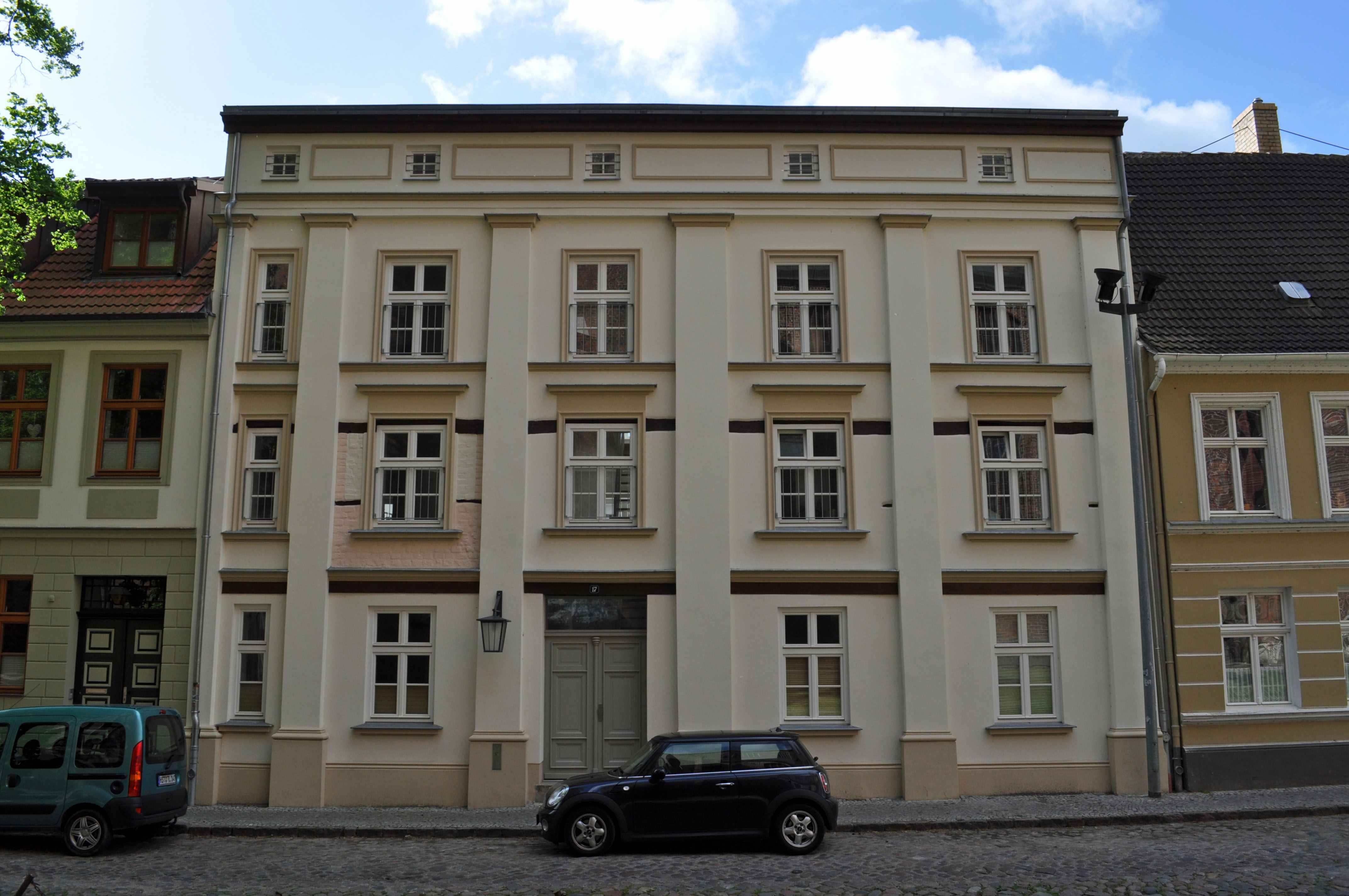
Das Haus Marienstraße 17 in Stralsund (2012)

Das Gebäude mit der postalischen Adresse Marienstraße 17 ist ein denkmalgeschütztes Bauwerk in der Marienstraße in Stralsund.
Der traufständige Putzbau wurde zweigeschossig errichtet und im Jahr 1866 um ein Vollgeschoss und ein Attikageschoss erhöht.
Die linke Achse des Gebäudes ist halbiert. Sechs geschossübergreifende Pilaster, die auf Postamenten ruhen, gliedern die Fassade in der Vertikalen; sie sind mit Kapitellen und Gebälkauflage verziert. Gurtgesimse gliedern das Haus in der Horizontalen.
Das Attikageschoss weist quadratische Dachluken auf. Die Haustür stammt aus dem Jahr 1877.
Das Haus liegt im Kerngebiet des von der UNESCO als Weltkulturerbe anerkannten Stadtgebietes des Kulturgutes „Historische Altstädte Stralsund und Wismar“. In die Liste der Baudenkmale in Stralsund ist es mit der Nummer 512 eingetragen.